# 方鏗
方鏗，GBS，CBE，JP（英語：Kenneth Fang Hung，1938年11月20日—2022年8月28日），方肇周家族成員, 香港富工業家、慈善家，從事紡織生意，前肇豐集團董事長，前全國政協委員, 有「針織大王」美譽。

## 生平
方鏗在1938年11月20日生於江苏省南通市小海镇，祖籍安徽，出身於香港方肇周家族，香港製衣業「四大家族」之一，是前香港立法會議員方剛之兄。他自1950年起來到香港生活，1956年畢業於香港培正中學中六年級，後負笈美國，1960年取得密西根大學化學工程系學士學位，繼而於1962年完成美國麻省理工學院化學碩士課程。
方鏗是香港紡織業名人，前是肇豐集團董事長，世界最大規模的成衣製造企業之一，而家族資產超百億元。方鏗又曾是香港紡織業聯會名譽會長、香港羊毛化纖針織業廠商會名譽會長、香港紡織及成衣研發中心董事局主席以及紡織業諮詢委員會委員。
他在1986年獲委任為太平紳士，在紡織界以外，擔任過其他公職，包括香港出口信用保險局諮詢委員會主席及香港科技大學顧問委員會榮譽委員。另外還於1990年至1996年獲委任為香港考試及評核局主席，1994年獲委任為香港生產力促進局主席，1995年獲委任為港事顧問，1996年任推選委員會委員。鑑於他對社會的貢獻，他分別於1990年及1997年獲英女皇頒授OBE及CBE勳銜。而2004年則獲香港特區政府頒授金紫荊星章。
在2000年代至2010年代，方鏗於2002年獲選為香港工業總會傑出工業家。往後先後於2002年及2005年獲香港大學與香港理工大學頒授名譽大學院士及榮譽工商管理博士。及至2012年获星島新聞集團颁发的2011工商/金融组别傑出領袖。2014年5月，為表彰其会教泽学、造福桑梓、乐善好施、服务社会的善举，南京大学向他授予名誉博士学位。
方鏗最終於2022年8月28日逝世。 9月20日上午，方鏗先生的大殮出殯儀式在香港殯儀館舉行。南通市四套班子、市委統戰部、市港澳辦、南通海外聯誼會等致發唁電，部分在職領導幹部、離退休老同志以個人名義贈送花籃，南通同鄉會代表在現場向先生鞠躬致敬，沉痛悼念方鏗先生逝世，深切懷念這位為南通教育、經濟、對外交流等方面付出一生心血的愛國愛鄉典範。

## 生前主要職位

### 商業[6]
- 肇豐集團有限公司董事長
- 肇豐針織有限公司董事長
- 億都(國際控股)有限公司董事長
- 滙豐控股有限公司非执行董事
- 永泰地產有限公司獨立非執行董事
- 江蘇寧滬高速公路股份有限公司獨立非執行董事
- 南海控股有限公司獨立非執行董事

### 團體[6]
- 第九至十一屆全國政協香港委員
- 江蘇省政協常務委員
- 香港特別行政區第一屆政府推選委員會委員
- 香港生產力促進局第一主席
- 香港事務顧問委員
- 香港選舉委員會委員
- 香港出口信用保險局諮詢委員會主席
- 香港紡織業聯會名譽會長
- 香港羊毛化纖針織業廠商會名譽會長
- 香港紡織及成衣研發中心董事局主席
- 紡織業諮詢委員會委員
- 香港再出發大聯盟發起人[7][8]

## 榮譽

### 勳銜
- 香港太平紳士（1986年）[9]
- OBE（1990年）
- CBE（1997年）
- 金紫荊星章（2004年）[10][11]

### 獎
- 香港工業總會傑出工業家（2002年）
- 南通市 “榮譽市民”（2004年）

### 學術榮譽
- 香港大學名譽大學院士（2002年）[12]
- 香港理工大學榮譽工商管理博士（2005年）[13][14]
- 南京大學名譽博士（2014年）[15]

## 家庭
方鏗已婚，1967年4月與邊氏（Diana）在香港註冊結婚，婚後育有3名女兒和1名兒子，家住九龍塘丹桂路，長女為方淑君（方淑君有兩個妹妹方淑儀、方淑明），女婿林詩鍵（林詩鍵是方淑君妹夫，林炳炎孫兒、林秀棠之子，太太方淑明），兒子方仁德，孫兒方義鈞、方義煬，外孫兒林嘉熙，外孫女林嘉慈。
自1990年以來，他為家鄉南通與祖國內地公益事業的捐贈額累計超十億元人民幣。